# HD 210763
HD 210763，又名BD-05 5732，SAO 145940、HR 8467，是一颗恒星，视星等为6.39，位于銀經56.42，銀緯-46.07，其B1900.0坐标为赤經22h 7m 31.4s，赤緯-5° -46.07′ 50″。